# John Forbes-Robertson
John Forbes-Robertson (Worthing, 10 de maio de 1928 - Londres, 14 de maio de 2008) foi um ator britânico mais conhecido por ser o único ator além de Christopher Lee a desempenhar o papel-título na série de filmes de Drácula da Hammer Film Productions.

## Biografia
Nasce em Worthing, Sussex. Ele não é o filho do ator Sir Johnston Forbes-Robertson como foi erroneamente afirmado na imprensa por ocasião de sua morte em 2008. Iniciou sua carreira no palco  do Intimate Theatre, antes de estrear em filmes e na televisão, geralmente em papéis menores, na década de 1960. Assim como em The Legend of the Seven Golden Vampires (1974), participou de outros filmes de terror, incluindo The Vampire Lovers (1970) e The Vault of Horror (1973). ele interpretou o rival amoroso de Leonard Rossiter em The Fall and Rise of Reginald Perrin (1976).
Seu último filme foi um documentário, The Legend of Hammer: Vampires, dirigido por Don Fearney.